# تلگراف زیمرمن

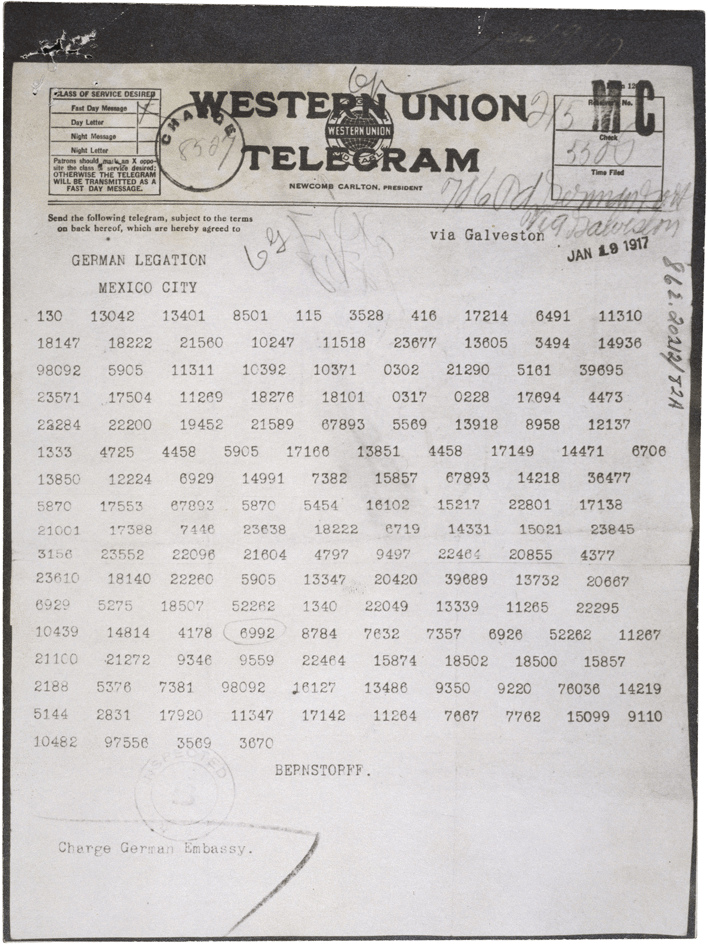
نمای تلگراف رمزی تسیمرمان به سفارت آلمان در مکزیک

تلگراف تسیمرمان (به انگلیسی: Zimmermann Telegram) تلگرافی رمزی است که در ۱۶ ژانویه ۱۹۱۷ از سوی آرتور تسیمرمان وزیر امور خارجه امپراتوری آلمان از واشینگتن به سفیر این کشور در مکزیک فرستاده شد. او در این تلگراف به سفیر آلمان در مکزیک دستور داد که از دولت مکزیک بخواهد به نفع آلمان وارد جنگ شود و در عوض ایالت‌های نیو مکزیکو، تگزاس و آریزونا را از آن خود کند. کشف این تلگراف توفانی از خشم بین دوستداران آلمان در آمریکا و محافظه‌کاران ایجاد کرد و این تلگراف به سرعت مشهور شد.

## تاریخچه
در جریان جنگ جهانی اول، آمریکا تا سال ۱۹۱۷ در جنگ بی‌طرف بود و به هردو گروه شرکت‌کننده در جنگ کمک می‌کرد. در همین سال، رئیس‌جمهور آمریکا به آلمان اجازه داد تا از سیستم مخابراتی بی‌سیم آمریکا برای ارسال پیام‌ها استفاده کند. اما آلمان از این عمل سوءاستفاده کرده و به این وسیله اقدام به فرستادن پیام‌های رمزی خود نمود.

## رمزگشایی

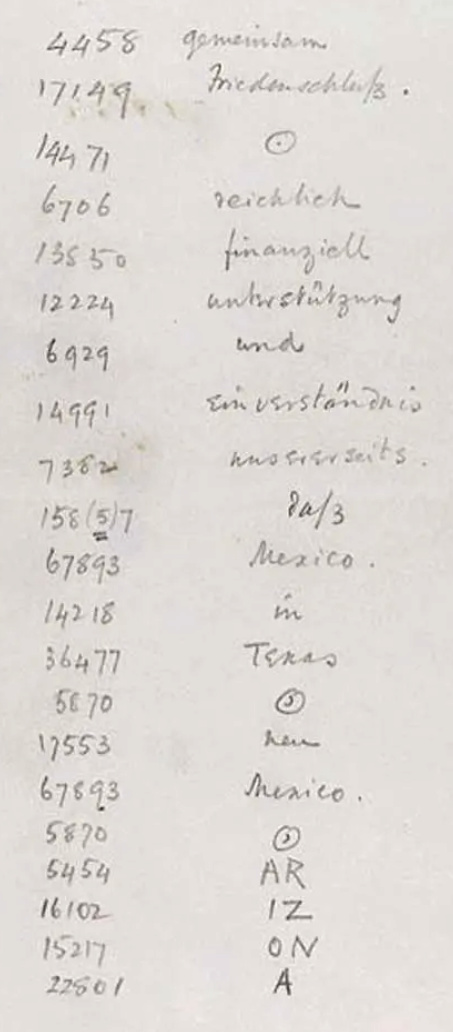
تصویری از تلگراف که توسط سازمان اطلاعات بریتانیا رمزگشایی شد. چون آریزونا در ۱۹۱۲ به آمریکا ملحق شد، لغت آریزونا در کتاب رمز آلمانی‌ها وجود نداشته و برای به رمز درآوردن آن از فنوتیک آن استفاده شده بوده‌است.

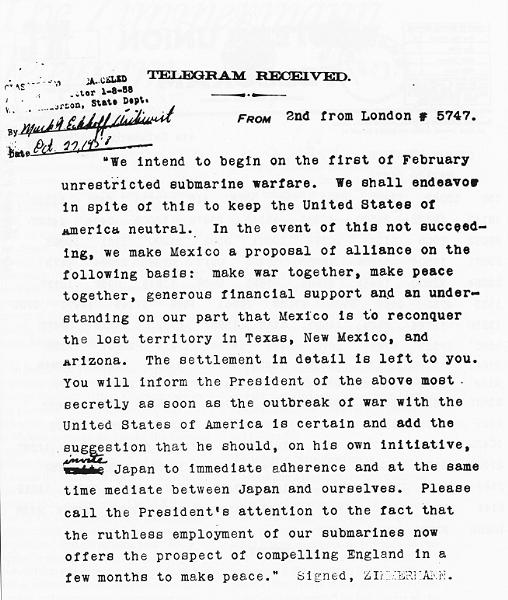
متن رمزگشایی شدهٔ تلگراف زیمرمن

سرویس اطلاعاتی بریتانیا پیام‌های فرستاده‌شده توسط آلمان را رهگیری و رمزگشایی کرد. بریتانیا این پیام‌ها را نزد خود نگه‌داشت تا مأمورانش بتوانند یک نسخه از اصل آن را از سفارت آلمان در مکزیکوسیتی بربایند، به‌نحوی که گم‌شدن این سند از محل خود، به ناامن‌بودن سفارت نسبت داده‌شود و سوءظن آلمانی‌ها را برنینگیزد تا آن‌ها به فرستادن پیام‌های خود ادامه دهند.

## متن تلگراف

مکزیک در ۱۹۱۶ (به رنگ سبز تیره)، سرزمین‌های وعده داده‌شده به مکزیک در تلگراف تسیمرمان (به رنگ سبز روشن)؛ و قلمرو اصلی مکزیک قبل از ۱۸۳۶ (خط قرمز)

متن تلگراف به این شرح بود:
ما قصد داریم در اول ماه فوریه، جنگ زیردریایی خود را بدون هیچ محدودیتی آغاز کنیم. باید در این‌راه تلاش کنیم تا باعث نشویم بی‌طرفی آمریکا در جنگ از بین برود. در صورتی‌که در این راه موفق نشدیم، به مکزیک پیشنهاد توافقی خواهیم داد که برپایه‌های زیر استوار است: جنگ در کنار هم، صلح با یکدیگر، حمایت مالی سخاوت‌مندانه و ایستادگی از سوی ما برای بازپس‌گیری سرزمین‌های نیومکزیکو، آریزونا و تگزاس که مکزیک از دست داده‌است. جزییات این توافق در انتظار پاسخ شما است. شما رئیس‌جمهور را مطلع کنید که تمام محتویات محرمانهٔ فوق، قبل از شروع جنگ با آمریکا، محقق خواهند شد و پیشنهادات ایشان را به ابتکار ایشان، اضافه کنید، ژاپن را به ملحق شدن سریع دعوت کنید و هم‌زمان بین ما و ژاپن وساطت کنید. لطفاً توجه رئیس‌جمهور را به این واقعیت جلب کنید که در حال حاضر، کارکنان بی‌باک زیردریایی‌های ما مشغول مجبور کردن بریتانیا به پذیرفتن صلح هستند. امضا: تسیمرمان

## ورود آمریکا به جنگ
در ۲۶ فوریه ۱۹۱۷ نسخهٔ اصل تلگراف تسیمرمان از سوی بریتانیا به سفیر ایالات متحده آمریکا تحویل داده شد. ابتدا رئیس‌جمهور توماس وودرو ویلسون در اصالت آن شک کرد اما پس از برطرف شدن این شک، این سند در ۱ مارس ۱۹۱۷ از سوی وزارت خارجه و با دستور ویلسون منتشر شد. هدف قرار گرفتن تعدادی از کشتی‌های غیرنظامی آمریکا توسط زیردریایی‌های آلمانی، کشف یک شبکهٔ جاسوسی گسترده آلمان در آمریکا در ۱۵ ژوئیه ۱۹۱۵ پس از کشف کیف دستی رئیس تبلیغات آلمان هاینریش آلبرت و این تلگراف، به همراه فشارهای دولت متفق برای اعلان جنگ به آلمان، باعث شد آمریکا در ۶ آوریل ۱۹۱۷ با آلمان وارد جنگ شود. به همین خاطر، کشف این تلگراف می‌تواند یکی از علل وارد شدن آمریکا به جنگ جهانی اول قلمداد شود.